# Beth Brooke-Marciniak
Beth Brooke-Marciniak (Kokomo, 1959) é a vice-presidente global de políticas públicas da EY (Ernst & Young). Ela também é patrocinadora global da EY para Diversidade e Inclusão e uma proeminente defensora dos benefícios da liderança e do crescimento inclusivos. Em 2014, ela foi listada como a 98ª mulher mais poderosa do mundo pela Forbes.
Ela trabalhou anteriormente no Departamento do Tesouro dos EUA por dois anos, onde trabalhou em políticas fiscais em seguros e cuidados gerenciados. Brooke também é membro do Comitê Consultivo de Auditoria do Departamento de Defesa dos EUA, é membro da delegação dos EUA à 53ª e 54ª Comissão das Nações Unidas sobre o Status da Mulher e atua como Enviada da Pathways para o Departamento de Estado dos EUA.

## Educação
Brooke foi a primeira mulher a receber uma bolsa de basquete da Purdue University, da qual ela obteve um diploma de bacharel em gestão industrial/ciência da computação, em 1981, e recebeu um diploma honorário em 2012.